# Lesnaja Poljana
Lesnaja Poljana è una cittadina della Russia europea centrale, situata nella oblast' di Jaroslavl'; appartiene amministrativamente al rajon Jaroslavskij.
Sorge nella parte centrale della oblast', presso i confini settentrionali dell'area urbana di Jaroslavl'.